# Mary J. Blige
Mary Jane Blige ( / b l aɪ ʒ / BLYZHE ; sinh ngày 11 tháng 1 năm 1971)  là một ca sĩ, nhạc sĩ và diễn viên người Mỹ. Thường được gọi là " Nữ hoàng nhạc Hip-Hop Soul " và " Nữ hoàng nhạc R&B ", Blige đã giành được chín giải Grammy , một giải Primetime Emmy , bốn giải Âm nhạc Mỹ , mười hai giải NAACP Image Awards và mười hai giải Billboard Music Awards , bao gồm Giải Biểu tượng Biển quảng cáo . Cô đã được đề cử ba giải Quả cầu vàng và hai giải Oscar , bao gồm một giải cho vai phụ của cô trong phim Mudbound (2017) và một giải khác cho bài hát gốc " Mighty River ", trở thành người đầu tiên được đề cử cho diễn xuất và sáng tác trong cùng năm.
Sự nghiệp của cô bắt đầu vào năm 1988 khi cô được người sáng lập Andre Harrell ký hợp đồng với Uptown Records . Blige sau đó bắt đầu công việc thanh nhạc nền cho các nghệ sĩ khác trong hãng như Father MC và Jeff Redd .  Năm 1992, Blige phát hành album đầu tay, What's the 411? , được ghi nhận là đã giới thiệu sự pha trộn giữa R&B và hip hop vào văn hóa đại chúng chính thống. Album phối lại năm 1993 của nó đã trở thành album đầu tiên của một ca sĩ có rapper trong mọi bài hát, phổ biến rap như một tiết mục nổi bật.  Cả 411 là gì? và album My Life năm 1994 của cô ấy được giới thiệu trên Rolling Stone 's 500 Album hay nhất mọi thời đại,  và danh sách sau trong 100 Album mọi thời đại của tạp chí Time .  Trong suốt sự nghiệp của mình, Blige đã phát hành 14 album phòng thu, tất cả đều lọt vào top 10 trên bảng xếp hạng Billboard 200 , bao gồm bốn album quán quân. Những bản hit lớn nhất của cô bao gồm " Real Love ", " Not Gon' Cry ", " Be Without You " và đĩa đơn quán quân Billboard Hot 100 " Family Affair ".
Blige cũng đã chuyển đổi thành công sang cả màn ảnh truyền hình và điện ảnh, với các vai phụ trong các bộ phim như Bài hát trong tù (2001), Rock of Ages (2012), Betty và Coretta (2013), Black Nativity (2013), giải Oscar của cô ấy và màn trình diễn đột phá được đề cử Quả cầu vàng với vai Florence Jackson trong Mudbound (2017), Trolls World Tour (2020), Body Cam (2020), The Violent Heart (2021) và đồng diễn với ca sĩ nhạc jazz Dinah Washington trong bộ phim tiểu sử Aretha Franklin Respect(2021). Năm 2019, Blige đóng vai Cha-Cha trong mùa đầu tiên của loạt phim truyền hình Netflix The Umbrella Academy . Cô ấy hiện đang đóng vai Monet Tejada trong phần phụ của bộ phim truyền hình được đánh giá cao Power in Power Book II: Ghost .
Cô ấy đã nhận được Giải thưởng Huyền thoại tại Giải thưởng  và Giải thưởng Tiếng nói Âm nhạc từ ASCAP năm 2007. Billboard đã xếp hạng Blige là nữ nghệ sĩ R & B / Hip-Hop thành công nhất trong 25 năm qua.  Năm 2017, tạp chí Billboard đã vinh danh bài hát năm 2006 của cô " Be Without You " là bài hát R&B/Hip-Hop thành công nhất mọi thời đại, vì nó đã có 15 tuần vô song đứng đầu bảng xếp hạng Các bài hát R&B/Hip-Hop hấp dẫn và hơn thế nữa 75 tuần trên bảng xếp hạng.  Năm 2011, VH1 xếp hạng Blige là nghệ sĩ vĩ đại thứ 80 mọi thời đại.  Năm 2012, VH1 xếp Blige ở vị trí thứ 9 trong danh sách "100 phụ nữ vĩ đại nhất trong âm nhạc".  Blige lần đầu tiên được đề cử cho hạng mục năm 2021 của Đại sảnh Danh vọng Rock and Roll . Năm 2022, Blige được trao giải Biểu tượng tại Billboard Music Awards .

## Cuộc sống và sự nghiệp âm nhạc

### 1971–1991: Thời thơ ấu và khởi đầu sự nghiệp
Blige sinh ngày 11 tháng 1 năm 1971 tại Bệnh viện Fordham ở quận Bronx , Thành phố New York. Cô có mẹ là Cora, một y tá và cha là Thomas Blige, một nhạc sĩ nhạc jazz. Cô là con thứ hai trong bốn người con. Cô ấy có một chị gái, LaTonya Blige-DaCosta, một người em trai cùng cha khác mẹ, Bruce Miller, và một em gái cùng cha khác mẹ, Jonquell, cả hai đều có mối quan hệ sau này mà mẹ của Blige có với một người đàn ông khác sau khi ly hôn với người chồng đầu tiên.
Cô trải qua thời thơ ấu ở Richmond Hill, Georgia ,  nơi cô hát trong một nhà thờ Ngũ Tuần .  Cô và gia đình sau đó quay trở lại New York và cư trú trong Dự án Nhà ở Schlobohm, tọa lạc tại Yonkers .  Gia đình sống dựa vào tiền kiếm được từ công việc y tá của mẹ cô sau khi cha cô rời gia đình vào giữa những năm 1970.  Cha cô là một cựu chiến binh trong Chiến tranh Việt Nam , người mắc chứng rối loạn căng thẳng sau chấn thương và nghiện rượu .
Năm 5 tuổi, cô bị một người bạn của gia đình lạm dụng tình dục , và khi còn là một thiếu niên, cô đã phải chịu đựng nhiều năm bị bạn bè quấy rối tình dục .  Cuối cùng, cô tìm đến rượu, ma túy và quan hệ tình dục bừa bãi để cố gắng xoa dịu nỗi đau.  Blige bỏ học cấp ba vào năm học cơ sở.
Theo đuổi sự nghiệp âm nhạc, Blige đã dành một thời gian ngắn trong ban nhạc Yonkers tên là Pride cùng với tay trống của ban nhạc Eddie D'Aprile. Đầu năm 1988, cô thu âm một bản cover ngẫu hứng ca khúc " Caught Up in the Rapture " của Anita Baker tại một quầy thu âm ở Trung tâm thương mại Galleria ở White Plains, New York . Bạn trai của mẹ cô vào thời điểm đó sau đó đã chơi băng cassette cho Jeff Redd, một nghệ sĩ thu âm và người chạy A&R cho Uptown Records .  Redd đã gửi nó cho chủ tịch kiêm giám đốc điều hành của hãng, Andre Harrell . Harrell gặp Blige và vào năm 1989, cô được ký hợp đồng với hãng với tư cách là giọng ca dự bị cho các nghệ sĩ như Father MC,  trở thành nữ nghệ sĩ trẻ nhất và đầu tiên của công ty.

### 1992–1996:What is 411?vàMy Life
Sau khi ký hợp đồng với Uptown, Blige bắt đầu làm việc với nhà sản xuất thu âm Sean Combs , còn được gọi là Puff Daddy.  Anh trở thành nhà sản xuất điều hành và sản xuất phần lớn album đầu tiên của cô.  Tiêu đề 411 là gì?  là một dấu hiệu của Blige về việc trở thành "thỏa thuận thực sự".  411 là gì? tuy nhiên, Blige đã trở thành một người kể chuyện năng động, người có màn trình diễn câu chuyện tình yêu dựa trên cả ảnh hưởng âm nhạc và kinh nghiệm sống của cô ấy với tư cách là một phụ nữ thuộc thế hệ hip-hop.  Âm nhạc được mô tả là "thường xuyên mang tính mặc khải". Blige được chú ý là có "tính cách cô gái cứng rắn và lời bài hát đường phố".  Ngày 28 tháng 7 năm 1992, Uptown / MCA Records phát hành What's the 411? , để đánh giá tích cực từ các nhà phê bình.  411 là gì? đạt vị trí thứ sáu trên bảng xếp hạng Billboard 200 và đứng đầu bảng xếp hạng Top R&B/Hip-Hop Albums .  Nó cũng đạt vị trí thứ 53 trên UK Albums Chart .  Nó đã ba lần được chứng nhận Bạch kim bởi RIAA .  Theo Entertainment Weekly 'của Dave DiMartino, với thành công về mặt thương mại của đĩa hát và "giọng hát mạnh mẽ, có hồn và thái độ hip-hop" của Blige, cô ấy "kết nối vững chắc với những khán giả chưa bao giờ xem một phụ nữ thực hiện động tác lắc lư mới nhưng cũng yêu thích nó".  Theo Dave McAleer , Blige trở thành nữ nghệ sĩ R&B mới thành công nhất năm 1992 tại Hoa Kỳ.
411 là gì? đã giành được hai Giải thưởng Âm nhạc Soul Train vào năm 1993: Nghệ sĩ R&B mới xuất sắc nhất và Album R&B xuất sắc nhất, Nữ.  Nó cũng được bình chọn là album hay nhất thứ 30 của năm trong Pazz & Jop —một cuộc bình chọn hàng năm của các nhà phê bình Mỹ trên toàn quốc, do The Village Voice xuất bản .  Đến tháng 8 năm 2010, album đã bán được 3.318.000 bản tại Mỹ.  411 là gì? kể từ đó đã được các nhà phê bình coi là một trong những kỷ lục quan trọng nhất của thập niên 1990.  Sự kết hợp giữa giọng hát của Blige trên nền nhạc hip hop đã chứng tỏ sức ảnh hưởng trong R&B đương đại . Với album, cô được mệnh danh là " Nữ hoàng nhạc hip hop " đang trị vì. Thành công của album bắt nguồn từ What's the 411? Remix , một album phối lại được phát hành vào tháng 12 được sử dụng để kéo dài tuổi thọ của What's the 411? đĩa đơn trên đài phát thanh vào năm 1994, khi Blige thu âm album tiếp theo của cô ấy.
Sau thành công của album đầu tay và một phiên bản phối lại vào năm 1993, Blige bước vào phòng thu âm vào mùa đông năm 1993 để thu âm album thứ hai, My Life .  Album là một bước đột phá đối với Blige, người vào thời điểm này đang trong tình trạng trầm cảm lâm sàng , chiến đấu với cả ma túy và rượu - cũng như có mối quan hệ lạm dụng với K-Ci Hailey .  Vào ngày 29 tháng 11 năm 1994, Uptown/ MCA phát hành My Life với những đánh giá tích cực. Album đạt vị trí thứ bảy trên bảng xếp hạng Billboard 200 của Hoa Kỳ và đứng đầu trong Top R&B/Hip-Hop Albums.đã bán được 481.000 bản trong tuần đầu tiên và đứng đầu bảng xếp hạng Top R&B/Hip-Hop Albums trong 8 tuần chưa từng có. Cuối cùng, nó đã dành 46 tuần trên bảng xếp hạng Billboard 200 và 84 tuần trên bảng xếp hạng Album R&B/Hip-Hop. Năm 2002, My Life được xếp hạng 57 trong danh sách 100 album Mỹ hay nhất mọi thời đại của Blender .  Năm sau, Rolling Stone xếp nó ở vị trí thứ 279 trong 500 Album hay nhất mọi thời đại của họ ,  và vào năm 2006, đĩa hát này được đưa vào danh sách 100 album hay nhất mọi thời đại của Time .
Blige tham gia vào một số dự án bên ngoài, thu âm bản cover " (You Make Me Feel Like) A Natural Woman " của Aretha Franklin cho nhạc phim của sê - ri FOX New York Undercover , và "Everyday It Rains" (đồng sáng tác bởi ca sĩ R&B Faith Evans ) cho nhạc phim tài liệu hip hop , The Show . Cuối năm đó, cô thu âm Babyface - viết và sản xuất " Not Gon' Cry ", làm nhạc phim cho bộ phim điện ảnh Chờ thở ra . Đĩa đơn bán chạy bạch kim vươn lên vị trí thứ hai trên bảng xếp hạng BillboardHot 100 và quán quân trên Hot R&B/Hip-Hop Songs vào đầu năm 1996. Blige đã giành được hai đề cử Grammy đầu tiên và giành giải Trình diễn Rap xuất sắc nhất của Bộ đôi hoặc Nhóm nhạc cho sự hợp tác của cô ấy với Method Man trong " I'll Be There cho bạn/Bạn là tất cả những gì tôi cần để có được ". Ngay sau đó, Blige được giới thiệu trong đĩa đơn đột phá của Jay-Z , " Can't Knock the Hustle ", từ tác phẩm đầu tay của anh ấy Sự nghi ngờ hợp lý (1996) và với Ghostface Killah trong " All That I Got Is You " từ tác phẩm đầu tay của anh ấy, Người sắt , cũng được phát hành vào năm đó. Ngoài ra, Blige còn đồng sáng tác bốn bài hát, cung cấp giọng hát nền.và được giới thiệu nổi bật trong hai đĩa đơn với ca sĩ R&B đồng nghiệp Case trong album đầu tay mang tên anh ấy (1996) bao gồm bản hit lọt vào top 20 của Hoa Kỳ, " Touch Me, Tease Me ", cũng có sự góp mặt của rapper đang lên Foxy Brown .
411 là gì? làm nổi bật tính năng của các câu chuyện lấy phụ nữ làm trung tâm mặc dù trong album này, các câu chuyện của cô ấy thường xuyên được kiểm soát và kể thông qua các MC nam. Tuy nhiên, nó đánh dấu sự khởi đầu của quá trình chuyển đổi sang những câu chuyện kể lấy phụ nữ da đen làm trung tâm, tập trung vào những trải nghiệm hàng ngày và những rắc rối của trải nghiệm da đen qua lăng kính của phụ nữ hơn là nhất thiết phải hát về chấn thương da đen. Treva B. Lindsey, trong tác phẩm "If You Look in My Life: Love, Hip-Hop Soul, and Contemporary African-American Womanhood", nhấn mạnh sự điều tiết của nam giới khi nói, "Mặc dù lời bài hát trên What's the 411? thiết lập một người châu Phi Diễn ngôn lấy phụ nữ Mỹ làm trung tâm, những lời ngưỡng mộ và khao khát của các nghệ sĩ nam lần đầu tiên giới thiệu với người nghe về Blige với tư cách là một người kể chuyện hip-hop ., do đó, hoạt động như một không gian kể chuyện lấy phụ nữ Mỹ gốc Phi làm trung tâm, phần lớn do đàn ông da đen tạo ra."

### 1997–2000:Share My WorldvàMary
Vào ngày 22 tháng 4 năm 1997, MCA Records (công ty mẹ của Uptown Records, đang trong quá trình giải thể) phát hành album thứ ba của Blige, Share My World . Đến lúc đó, cô và Combs đã giải thể mối quan hệ công việc của họ. Thay thế vị trí của anh ấy là Trackmasters , người điều hành sản xuất dự án cùng với Steve Stoute . Chia sẻ nhiệm vụ sản xuất là các nhà sản xuất Jimmy Jam và Terry Lewis , R. Kelly , Babyface và Rodney Jerkins. Album được thực hiện vào thời điểm Blige đang cố gắng "lấy lại cuộc sống của mình", bằng cách cố gắng vượt qua ma túy và rượu, cũng như sự kết thúc mối quan hệ của cô với Hailey. Sau cuộc chạm trán với kẻ đe dọa tính mạng của mình vào năm trước, cô ấy đã cố gắng từ bỏ lối sống không lành mạnh và tạo ra âm nhạc lạc quan hơn, vui vẻ hơn. Do đó, các bài hát như "Love Is All We Need" và "Share My World" đã được tạo ra. Share My World ra mắt ở vị trí số một trên bảng xếp hạng Billboard 200 và tạo ra 5 đĩa đơn ăn khách: "Love Is All We Need" (có Nas ), "I Can Love You" (có Lil' Kim ), "Everything", "Missing You" (chỉ ở Vương quốc Anh) và "Seven Days"). Vào tháng 2 năm 1997, Blige biểu diễn bản hit của cô ấy vào thời điểm đó, " Not Gon' Cry ", tại Lễ trao giải Grammy năm 1997 , giúp cô ấy được đề cử giải Grammy lần thứ ba, lần đầu tiên cô ấy nhận được đề cử cho Màn trình diễn giọng ca R&B nữ xuất sắc nhất , khi Blige đang thu âm ca khúc tiếp theo- cho đến Cuộc sống của tôi . Đầu năm 1998, Blige đã giành được Giải thưởng Âm nhạc Mỹ cho "Album Soul/R&B được yêu thích nhất". Mùa hè năm đó, cô ấy tham gia Share My World Tour, dẫn đến một album trực tiếp được chứng nhận Vàng được phát hành vào cuối năm đó, có tựa đề đơn giản là The Tour . Album đã tạo ra một đĩa đơn, "Misty Blue".
Vào ngày 17 tháng 8 năm 1999, album thứ tư của Blige, mang tên Mary được phát hành. Nó đánh dấu sự khác biệt với âm hưởng hip hop quen thuộc hơn của cô ấy; bộ này giới thiệu một bộ sưu tập các bài hát mang hơi hướng đương đại dành cho người lớn , kỳ quái và trần tục hơn, gợi nhớ đến tâm hồn những năm 1970 đến đầu những năm 1980. Cô ấy cũng xuất hiện trên In Concert: A Benefit for the Crossroads Center tại Antigua với Eric Clapton vào năm 1999. Vào ngày 14 tháng 12 năm 1999, album được phát hành lại dưới dạng bộ đĩa đôi. Đĩa thứ hai được cải tiến với các video âm nhạc cho đĩa đơn "All That I Can Say" và "Deep Inside" và bao gồm hai bản nhạc thưởng: "Chân thành" (có Nas , Andy Hogan và DMX) và "Confrontation" (sự hợp tác với bộ đôi hip hop Funkmaster Flex & Big Kap ban đầu từ album năm 1999 của họ The Tunnel ). Album Mary được giới phê bình khen ngợi, trở thành bản phát hành được đề cử nhiều nhất của cô cho đến nay và được chứng nhận đĩa bạch kim kép. Nó không thành công về mặt thương mại như các bản phát hành trước của Blige, mặc dù tất cả các đĩa đơn: "All That I Can Say", "Deep Inside", "Your Child" và "Give Me You" đều thể hiện đáng kể trên đài phát thanh. Trong khi chờ đợi, MCA đã sử dụng album để mở rộng nhân khẩu học của Blige sang thị trường hộp đêm, khi các bản phối lại khiêu vũ thân thiện với câu lạc bộ của các đĩa đơn Mary được phát hành. Bản phối lại của câu lạc bộ "Your Child"Bảng xếp hạng Hot Dance Club Play của Billboard vào tháng 10 năm 2000. Năm 2001, một bản tổng hợp chỉ dành cho Nhật Bản, Ballads , được phát hành. Album bao gồm các bản cover"Overjoyed" của Stevie Wonder và các bản thu âm trước đó của Aretha Franklin " (You Make Me Feel Like) A Natural Woman " và" Misty Blue " của Dorothy Moore . Năm 1999, George Michael và Mary J. Blige cover bài hát "As" do Stevie Wonder viết, và trên toàn thế giới bên ngoài Hoa Kỳ, đây là đĩa đơn thứ hai trong album thành công nhất của George Michael Ladies & Gentlemen: The Best of George Michael. Nó đã trở thành một bản hit nhạc pop hàng đầu của Vương quốc Anh, đạt vị trí thứ 4 trên bảng xếp hạng. Nó không được phát hành trên phiên bản Hoa Kỳ của bộ sưu tập những bản hit hay nhất hoặc dưới dạng đĩa đơn ở Hoa Kỳ, Michael đã trích dẫn chủ tịch công ty thu âm của Blige vì đã kéo đường đua ở Mỹ sau khi Michael bị bắt vì thực hiện hành vi dâm ô.
Vào tháng 1 năm 2001, Blige biểu diễn với tư cách khách mời đặc biệt trong chương trình giải lao Super Bowl XXXV

### 2001–2004:No More DramavàLove & Life
Vào ngày 28 tháng 8 năm 2001, MCA phát hành album phòng thu thứ năm của Blige, No More Drama . Đĩa đơn đầu tiên của album, " Family Affair " (do Dr. Dre sản xuất ) đã trở thành đĩa đơn quán quân đầu tiên và duy nhất của cô trên Billboard Hot 100, giữ vị trí này trong sáu tuần liên tiếp. Tiếp theo là hai đĩa đơn ăn khách khác, đĩa đơn duy nhất ở Châu Âu " Dance for Me " có Common lấy mẫu từ " The Bed's Too Big Without You " của The Police , và ca khúc chủ đề do Jimmy Jam và Terry Lewis sản xuất (ban đầu được thu âm cho album Mary ), đã lấy mẫu "", bài hát chủ đề do piano điều khiển cho bộ phim truyền hình ban ngày The Young and the Restless . Mặc dù album đã bán được gần hai triệu bản tại Hoa Kỳ, MCA đã bị áp đảo bởi doanh số bán hàng của nó, và sau đó đã đóng gói lại và phát hành lại album vào ngày 29 tháng 1, Năm 2002. Bản phát hành lại No More Drama có bìa album mới, xóa ba bài hát khỏi danh sách theo dõi ban đầu, đồng thời thêm hai bài hát hoàn toàn mới—một trong số đó là đĩa đơn thứ tư và là bản hit lọt vào top 20 Hot 100 " Rainy Dayz " , (có Ja Rule ), cùng với hai bản phối lại, một trong số các ca khúc chủ đề, được phục vụ bởi Sean Combs/Puff Daddy và phiên bản đơn của "Dance for Me" có sự góp mặt của Common.' cho bài hát "Anh ấy nghĩ tôi không biết". Vào tháng 4 năm 2002, Blige biểu diễn cùng Shakira bài hát " Love Is a Battlefield " trên VH1 Divas show trực tiếp ở Las Vegas, cô cũng biểu diễn " No More Drama " và " Rainy Dayz " song ca với Whitney Houston trở lại .
Vào ngày 22 tháng 7 năm 2002, MCA phát hành Dance for Me , một bộ sưu tập các bản phối lại của câu lạc bộ một số bản hit hàng đầu trước đây của cô ấy, bao gồm bản phối lại "Your Child" của Junior Vasquez và bản phối lại "No More Drama" của Thunderpuss . Album này được phát hành dưới dạng đĩa nhựa vinyl 12 inch gói đôi phiên bản giới hạn để chơi thân thiện với DJ trong hộp đêm.
Vào ngày 26 tháng 8 năm 2003, album thứ sáu của Blige Love & Life được phát hành trên Geffen Records (đã tiếp thu MCA Records.) Blige đã hợp tác rất nhiều với nhà sản xuất một thời của cô ấy Sean Combs cho bộ này. Do lịch sử giữa họ trên What's the 411? và My Life , thường được coi là tác phẩm hay nhất của họ, và Blige vừa ra mắt album thứ năm thành công, kỳ vọng rất cao cho nỗ lực tái hợp.
Mặc dù album ra mắt ở vị trí số một trên bảng xếp hạng Billboard 200 và trở thành album thứ tư liên tiếp lọt vào top 10 tại Vương quốc Anh của Blige , đĩa đơn mở đầu của Love & Life , " Love @ 1st Sight " do Diddy sản xuất , có sự góp mặt của Method Man, hầu như không vượt qua được bảng xếp hạng Billboard 200. top 10 trên Hot R&B/Hip-Hop Songs, trong khi hoàn toàn bỏ lỡ top 20 trên Hot 100 (mặc dù lọt vào top 20 của Vương quốc Anh). Các đĩa đơn sau, " Ooh! ", " Not Today " hợp tác với Eve , " When I Say Your Name " hợp tác với Sting trong đợt tái phát hành quốc tế, và " It's a Wrap" còn tồi tệ hơn. Mặc dù album đã được chứng nhận đĩa bạch kim, nhưng nó đã trở thành đĩa bán chạy nhất của Blige vào thời điểm đó. Các nhà phê bình cũng như người hâm mộ phần lớn chỉ trích đĩa này, với lý do thiếu tính nhất quán và những nỗ lực đáng chú ý để giành lại vinh quang ban đầu của Blige/Combs. Blige và Combs được cho là đã đấu tranh và xung đột trong quá trình thực hiện album này, và một lần nữa chia tay khi hoàn thành nó.
Album trở thành album đầu tiên của Blige sau sáu năm ra mắt ở vị trí số một trên Billboard 200, bán được 285.298 bản trong tuần đầu tiên.  Love & Life nhận được nhiều đánh giá trái chiều từ các nhà phê bình âm nhạc. AllMusic đã cho nó 4 sao và nói rằng album "tràn ngập niềm vui" và Rolling Stone đã cho nó 3 sao, nói rằng "Bạn có thể không phải lúc nào cũng yêu thích âm nhạc của Blige, nhưng bạn sẽ cảm nhận được cô ấy". Album cuối cùng đã được chứng nhận Bạch kim bởi RIAA vì đã xuất xưởng hơn 1.000.000 bản tại Hoa Kỳ.  Album được đề cử cho Album R&B đương đại hay nhất tại Lễ trao giải Grammy lần thứ 46 .

### 2005–2006:The BreakthroughvàReflections – A Retrospective
Geffen Records đã phát hành album phòng thu thứ bảy của Blige, The Breakthrough vào ngày 20 tháng 12 năm 2005. Đối với album, Blige đã hợp tác với JUSTICE League, Rodney Jerkins, will.i.am , Bryan-Michael Cox , 9th Wonder , Jimmy Jam và Terry Lewis, Raphael Saadiq , Cool and Dre , và Dre & Vidal . Ảnh bìa được chụp bởi Markus Klinko & Indrani . Nó ra mắt ở vị trí số một trên cả bảng xếp hạng Billboard 200 và Top R&B/Hip-Hop Albums. Bán được 727.000 bản trong tuần đầu tiên, nó trở thành album có doanh số tuần đầu tiên lớn nhất đối với một nữ nghệ sĩ solo R&B trong lịch sử SoundScan ,  doanh thu tuần đầu tiên lớn thứ năm đối với một nghệ sĩ nữ và là lần ra mắt lớn thứ tư trong năm 2005.
Đĩa đơn mở đầu, " Be Without You ", đạt vị trí thứ ba trên Billboard Hot 100, đồng thời đạt vị trí số một trên bảng xếp hạng R&B trong mười lăm tuần liên tiếp lập kỷ lục; nó vẫn ở trên bảng xếp hạng trong hơn mười sáu tháng. "Be Without You" đã thành công ở Vương quốc Anh (đạt vị trí cuối cùng trong top 40), nó trở thành đĩa đơn xếp hạng lâu nhất của Blige trên Bảng xếp hạng đĩa đơn của Vương quốc Anh . Đây là đĩa đơn xếp hạng lâu thứ hai của cô ấy cho đến nay. Album đã sản xuất thêm ba đĩa đơn trong đó có hai đĩa đơn lọt vào top 5 bản hit R&B—" Enough Cryin' ", có sự góp mặt của nhân vật thay thế của Blige là Brook-Lynn (người mà cô ấy đã xuất hiện trong bản phối lại bài "" của Busta RhymesTake Me as I Am " ( lấy mẫu bài hát "A Garden of Peace" của Lonnie Liston Smith ). Bản song ca của Blige với U2 trên trang bìa bản hit năm 1992 của họ, " One " đã mang lại cho Blige bản hit lớn nhất của cô ấy cho đến nay tại Vương quốc Anh, đạt vị trí cao nhất tại vị trí thứ hai trên UK Singles Chart cuối cùng được chứng nhận là một trong bốn mươi đĩa đơn bán chạy nhất năm 2006. [  đó là đĩa đơn lâu nhất của cô ở Anh. BET, hai giải NAACP Image, và một giải Soul Train, cô đã nhận được tám đề cử giải Grammy tại lễ trao giải Grammy 2007, nhiều nhất so với bất kỳ nghệ sĩ nào trong năm đó. "Be Without You" được đề cử cho cả " Bản thu âm của năm " và " Bài hát của năm ". Blige giành được ba giải: "Trình diễn giọng hát R&B nữ xuất sắc nhất", " Bài hát R&B hay nhất " (cả hai đều cho "Be Without You") và " Album R&B hay nhất " cho The Breakthrough .  Blige đã hoàn thành mùa giải càn quét "bộ ba lớn" giải thưởng âm nhạc lớn, giành được hai Giải thưởng Âm nhạc Mỹ vào tháng 11 năm 2006  và chín Giải thưởng Âm nhạc Billboard vào tháng 12 năm 2006.
Vào tháng 12 năm 2006, Blige đã phát hành một compilation có tên là Reflections (A Retrospective) . Nó chứa nhiều bản hit hay nhất của Blige và bốn bài hát mới, bao gồm cả đĩa đơn dẫn đầu trên toàn thế giới " We Ride (I See the Future) ". Tuy nhiên, tại Vương quốc Anh, " MJB da MVP " (xuất hiện dưới dạng khác, ngắn hơn trên The Breakthrough ) đã được phát hành dưới dạng đĩa đơn chủ đạo trong bộ sưu tập. Album đạt vị trí thứ chín tại Hoa Kỳ, bán được hơn 170.000 bản trong tuần đầu tiên, trong khi đạt vị trí thứ bốn mươi tại Vương quốc Anh Năm 2006, Blige thu âm một bản song ca với rapper Ludacris, " Runaway Love ", là đĩa đơn thứ ba trong album thứ năm của anh ấy. album, Liệu pháp phát hành . Nó lọt vào top năm trên bảng xếp hạng BillboardHot 100 và bảng xếp hạng R&B. Blige đã được giới thiệu cùng với Aretha Franklin và Dàn hợp xướng nam Harlem trong nhạc phim của bộ phim điện ảnh năm 2006 Bobby , trên ca khúc chính "Never Gonna Break My Faith" do Bryan Adams viết . Bài hát đã được đề cử Quả cầu vàng và giành giải Grammy cho Màn trình diễn Phúc âm hay nhất tại Lễ trao giải Grammy thường niên lần thứ 50 .

## Phim

### Phim truyền hình
| Năm         | Tên phim                               | Vai trò                                | Notes |
| ----------- | -------------------------------------- | -------------------------------------- | --- |
| 1989        | Showtime at the Apollo                 | Herself                                | Performed "I Found Lovin'" and "What Goes Around" with Jeff Redd. |
| 1990        | The Arsenio Hall Show                  | Herself                                | Performed "I'll Do 4 U" with Father MC. |
| 1992        | Soul Train                             | Herself - Musical Guest                | (episode 2, season 22) |
| 1992        | Out All Night                          | Herself                                | "Smooth Operator" (episode 9, season 1) |
| 1993        | Saturday Night Live                    | Herself - Musical Guest                | John Goodman/Mary J. Blige (episode 15, season 18) |
| 1994        | The 8th Annual Soul Train Music Awards | Herself - Presenter                    | |
| 1995        | New York Undercover                    | Herself                                | "Private Enemy No. 1" (episode 14, season 1), "Tag You're Dead" (episode 2, season 2) [music performance]                                                                                  |
| 1998        | The Jamie Foxx Show                    | Ola Mae                                | "Papa Don't Preach" (episode 14, season 2) |
| 1999        | Moesha                                 | Herself                                | "Good Vibrations?" (episode 1, season 5) |
| 2001        | Strong Medicine                        | Simone Fellows                         | "History" (episode 4, season 2) |
| 2007        | Ghost Whisperer                        | Jackie Boyd                            | "Mean Ghost" (episode 15, season 2) |
| 2007        | Entourage                              | Herself                                | "Gary's Desk" (episode 8, season 4) |
| 2009        | 30 Rock                                | Herself                                | "Kidney Now!" (episode 22, season 3) |
| 2010 & 2012 | American Idol                          | Guest judge/Herself                    | 2010: Auditions were held in Atlanta, Georgia at the Georgia Dome when Blige guest judged. 2012: Mentor for the Top 13 Whitney Houston & Stevie Wonder Week                                |
| 2012        | The Voice                              | Herself                                | Mentor of Team Adam Levine (season 3) |
| 2013        | Betty & Coretta                        | Dr. Betty Shabazz                      | Television film Nominated — Women's Image Network Award for OutstandingOutstanding Actress Made for Television Movie / Mini-Series                                                         |
| 2013        | The X Factor                           | Guest judge/herself                    | Blige assisted Nicole Scherzinger at her judge's house in Antigua |
| 2015        | Empire                                 | Angie                                  | "Sins of the Father" (episode 10, season 1) |
| 2015        | The Wiz Live!                          | Evillene, The Wicked Witch of the West | TV special Nominated — Critics' Choice Television Award for Best Supporting Actress in a Movie/Miniseries Nominated — Black Reel Award for Best Supporting Actress: Television Movie/Cable |
| 2015        | Black-ish                              | Mirabelle Chalet                       | Guest appearance in Season 1, episode 24 |
| 2016        | How To Get Away With Murder            | Ro                                     | TV Series (2 episodes) |
| 2019        | The Umbrella Academy                   | Cha-Cha                                | Main role; 9 episodes |
| 2019        | Scream: Resurrection                   | Sherry Elliot                          | Recurring role |
| 2020        | Power Book II: Ghost                   | Monet                                  | Main role |
| 2022        | Lost Ollie                             | Rosy (voice)                           | Main role Upcoming series |